# Omphalucha brunnea
Omphalucha brunnea là một loài bướm đêm trong họ Geometridae.